# Yasmeen Fletcher
Yasmeen Fletcher, född 1 mars 2003 i Orange County, Kalifornien, är en amerikansk skådespelare.
Fletcher har bland annat medverkat i TV-serien Ms. Marvel från 2022. Hon har även medverkat i filmen Let Us In från 2021 och spelar en av huvudrollen i filmen The Graduates från 2023.

## Filmografi (i urval)
- 2021: Let Us In
- 2022: Ms. Marvel
- 2023: The Graduates